# مونواری‌ها
مونواری‌ها (نام علمی: Zonotrichia) نام یک سرده از تیره زردپره‌ایان است.